# Medalha Corday–Morgan
A Medalha Corday–Morgan (em inglês:  Corday–Morgan Medal and Prize) é um prêmio anual concedido pela Royal Society of Chemistry desde 1949, para as mais meritórias contribuições à química experimental, incluindo simulação computacional. O número de prêmios foi aumentado para dois por ano em 1964 e para três por ano em 1967.
É denominado em memória do químico Gilbert Thomas Morgan, que ao morrer em 1940 deixou seu patrimônio para a criação de um fundo denominado com o nome de seus pais.

## Laureados[1]
- 1949 – Derek Barton
- 1950 – Ronald Sydney Nyholm
- 1951 – Frederick Sanger
- 1952 – James Baddiley
- 1953 – John Cornforth
- 1954 – Rex Edward Richards
- 1955 – George Porter
- 1956 – K. W. Bagnall
- 1957 – G. W. Kenner
- 1958 – Charles Kemball
- 1959 – Alan Battersby
- 1960 – Robert Haszeldine
- 1961 – Franz Sondheimer
- 1962 – Neil Bartlett
- 1963 – George Andrew Sim
- 1964 – H. M. Frey, Alastair Ian Scott
- 1965 – John Cadogan, R. Mason
- 1966 – Richard Dixon, Malcolm Tobe
- 1967 – Alan Carrington, Richard Norman, John Meurig Thomas
- 1968 – A. Fish, Frank McCapra, D. H. Williams
- 1969 – Peter Day, M. Green, Gordon W. Kirby
- 1970 – Amyand Buckingham, Donald William Cameron, N. B. H. Jonathan
- 1971 – M. J. Perkins, L. F. Phillips, Peter L. Timms
- 1972 – Malcolm Green, David Husain, P. G. Sammes
- 1973 – Jack Baldwin, Geoffrey Luckhurst, John Forster Nixon
- 1974 – Laurance D. Hall, Brian Frederick Gilbert Johnson, A. McKillop
- 1975 – Robert J. Donovan, J. A. Osborn, Gerry Pattenden
- 1976 – Melvyn Rowen Churchill, Roger Grice, Kevin M. Smith
- 1977 – Laurence Barron, B. T. Golding, J. Steven Ogden
- 1978 – Philip D. Magnus, David Michael Patrick Mingos, George Michael Sheldrick
- 1979 – Malcolm Harold Chisholm, G. A. Kenney-Wallace, S. M. Roberts
- 1980 – Gus Hancock, Selby A. R. Knox, Steven Ley
- 1981 – Chris Dobson, Brian J. Howard, D. A. Jefferson
- 1982 – Anthony Cheetham, Robert Crabtree, Thomas J. Simpson
- 1983 – David J. Cole-Hamilton, W. Jones, William B. Motherwell
- 1984 – N. J. Cooper, Stephen G. Davies, A. Harriman
- 1985 – William Clegg, Peter P. Edwards, Christopher J. Moody
- 1986 – Anthony G. M. Barrett, G. Christou, Paul R. Raithby
- 1987 – John M. Newsam, A. Guy Orpen, David Parker
- 1988 – F. G. N. Cloke, Gareth A. Morris, Peter J. Sarre, Stephen G. Withers
- 1989 – Michael Ashfold, David Clary, Martin Schröder
- 1990 – David Crich, Patrick W. Fowler, Ian P. Rothwell
- 1991 – David Gani, Jeremy Mark Hutson, Stephen Mann
- 1992 – Paul D. Beer, Timothy C. Gallagher, David Edwin Logan
- 1993/94 – Vernon Charles Gibson, Nigel Simon Simpkins, Timothy P. Softley
- 1995 – Andrew R. Barron, Jeremy G. Frey, Gerard Parkin
- 1996 – Duncan W. Bruce, M. J. Hampden-Smith, Nicholas J. Turner
- 1997 – Ian Manners, D. E. Manolopoulos, Dermot M. O'Hare
- 1998 – Varinder Kumar Aggarwal, J. Paul Attfield, Donald Craig
- 1999 – Kenneth D. M. Harris, Christopher A. Hunter, Michael D. Ward
- 2000 – Colin D. Bain, Matthew Rosseinsky, J. M. J. Williams
- 2001 – Harry L. Anderson, Gideon J. Davies, S. M. Howdle, Patrick Robert Unwin
- 2002 – Alan Armstrong, Shankar Balasubramanian, Russell E. Morris, S. P. Price
- 2003 – Jonathan Clayden, Michael W. George, Guy C. Lloyd-Jones
- 2004 – Stuart C. Althorpe, David MacMillan, James H. Naismith
- 2005 – Benjamin G. Davis, Helen H. Fielding, Philip A. Gale
- 2006 – Neil R. Champness, Timothy J. Donohoe, Jeremy N. Harvey
- 2008 – Stephen Faulkner, Adam Nelson, David Tozer
- 2009 – Andrew de Mello, Duncan Graham, Andrew Ian Cooper
- 2010 - Euan Brechin, Jason Chin, Jonathan Steed
- 2011 - Michaele Hardie, Fred Manby, Jonathan Nitschke
- 2012 - Polly Arnold, Leroy Cronin, David Smith
- 2013 - Matthew Gaunt, Martin Heene, Jonathan Reid
- 2014 - Milo Shaffer, David Spring, Molly Stevens[2]
- 2015 - Sharon Ashbrook, Andrei Khlobystov, Stephen Liddle
- 2016 - Ian Fairlamb,[3] Angelos Michaelides, Charlotte Williams
- 2017 - Andrew Goodwin, Eva Hevia e Tuomas Knowles
- 2018 - Erwin Reisner,[4] Oren Scherman,[5] Magdalena Titirici[6]
- 2019 Roel Dullens,[7] Igor Larrosa,[8] Aron Walsh[9]
- 2020 Madhavi Krishnan[10] Rachel O'Reilly[11] Edward Tate[11]
- 2021 Matthew Fuchter[12] Junwang Tang[13]Jan Verlet[14]